# Seznam prejemnikov nagrad na Borštnikovem srečanju

## Prejemniki Borštnikovega prstana
Seznam prejemnikov Borštnikovega prstana

## Prejemniki nagrade za najboljšo uprizoritev v celoti
- 2019: še ni naslova v režiji Tomija Janežiča in izvedbi Slovenskega mladinskega gledališča
- 2018: 6 v režiji Žige Divjaka in izvedbi Slovenskega mladinskega gledališča
- 2017: Nemoč v režiji Primoža Ekarta in izvedbi Mini teatra in zavoda Imaginarni
- 2016 Avtorski projekt Učene ženske po motivih Molièrovih Učenih žensk v režiji Jerneja Lorencija ter izvedbi Slovenskega ljudskega gledališča Celje in Mestnega gledališča Ptuj
- 2015 Hedda Gabler v režiji Mateje Koležnik in izvedbi Drame SNG Maribor
- 2014 Svatba Rudija Šelige v režiji Jerneja Lorencija in izvedbi SNG Drama Ljubljana
- 2013 Ponorela lokomotiva v režiji Jerneja Lorencija in izvedbi SNG Drama Ljubljana
- 2012 Aleksander Nikolajevič Ostrovski Nevihta v režiji Jerneja Lorencija in izvedbi Mestnega gledališča ljubljanskega
- 2011 Herman Melville Bartleby, pisar, režiser Miloš Lolić, Mini teater Ljubljana
- 2009 Heiner Müller Macbeth po Shakespearu, režiser Ivica Buljan, Mini Teater
- 2008 Heinrich von Kleist Katica iz Heilbronna ali Preizkus z ognjem, r. François-Michel Pesenti, Ljubljanska Drama
- 2007 Ivo Svetina Ojdip v Korintu, r. Ivica Buljan, SNG Drama Ljubljana
- 2006 Tina Štivičić Fragile!, r. Matjaž Pograjc, Slovensko mladinsko gledališče Ljubljana
- 2005 Srečko Fišer Medtem, r. Janusz Kica, SNG Nova Gorica
- 2004 Marcel Proust/Harold Pinter/Di Trevis Iskanje izgubljenega časa, r. Dušan Jovanović, SNG Drama Ljubljana
- 2003 Harold Pinter Zabava za rojstni dan, r. Vito Taufer, Prešernovo gledališče Kranj
- 2002 Sarah Kane Razmadežna, r. Jernej Lorenci, SNG Drama Ljubljana
- 2001 David Harrower Noži v kurah, r. Mateja Koležnik, SNG Drama Ljubljana
- 2000 Fjodor Mihajlovič Dostojevski/Mile Korun Idiot, r. Mile Korun, SNG Drama Ljubljana
- 1999 Samuel Beckett Konec igre, r. Vito Taufer, PDG Nova Gorica
- 1998 Calderon de la Barca Življenje je sen, r. Janusz Kica, SNG Drama Ljubljana
- 1997 William Shakespeare Ukročena trmoglavka, r. Janusz Kica, Slovensko ljudsko gledališče Celje
- 1996 Vito Taufer Silence Silence Silence, r. Vito Taufer, Slovensko mladinsko gledališče Ljubljana
- 1995 Dane Zajc Grmače, r. Mile Korun, SNG Drama Ljubljana
- 1994 Ivan Cankar Za narodov blagor, r. Mile Korun, Mestno gledališče Ljubljansko
- 1993 Gregor Strniša Žabe, r. Damir Zlatar Frey, Koreodrama Ljubljana
- 1992 Slavko Grum/Damir Zlatar Frey Dogodek v mestu Gogi, r. Damir Zlatar Frey, Drama SNG Maribor
- 1991 Georg Büchner Vojček, r. Paolo Magelli, Drama SNG Maribor
- 1990 Johann Wolfgang von Goethe Faust, r. Tomaž Pandur, Drama SNG Maribor
- 1989 Dušan Jovanović Zid, jezero, r. Dušan Jovanović, SNG Drama Ljubljana
- 1988 Gregor Strniša Ljudožerci, r. Mile Korun,  PDG Nova Gorica
- 1987 Peter Barnes Rdeči nosovi, r. Dušan Mlakar, PDG Nova Gorica
- 1985 Drago Jančar Veliki briljantni valček, r. Zvone Šedlbauer, SNG Drama Ljubljana
- 1984 William Shakespeare Hamlet, r. Mile Korun, MGL
- 1983 Martin Sherman Rožnati trikotnik, r. Vinko Möderndorfer, Eksperimentalno gledališče Glej Ljubljana
- 1982 Aleksander Vampilov Lov na divje race, r. Dušan Mlakar, MGL
- 1981 Ivan Cankar Hlapci, r. Mile Korun, SNG Drama Ljubljana
- 1980 Dane Zajc Voranc, r. Mile Korun, SNG Drama Ljubljana
- 1979 Slawomir Mrožek Tango, r. Janez Pipan, AGRFT Ljubljana
- 1978 Rudi Šeligo Čarovnica iz Zgornje Davče, r. Dušan Jovanović, SLG Celje
- 1977 Franček Rudolf Koža megle, r.Jože Babič, SSG Trst (Nagrada ZDUS za najboljšo predstavo)
- 1976 Ivan Cankar Pohujšanje v dolini šentflorjanski, r. Mile Korun, SLG Celje (Nagrada ZDUS za najboljšo predstavo)
- 1975 Dušan Jovanović Žrtve mode bum-bum, r. Dušan Jovanović, Mladinsko gledališče v Ljubljani (Nagrada ZDUS za najboljšo predstavo)
- 1974 Tone Partljič Ščuke pa ni, r. Jože Babič Drama SNG Maribor (Nagrada ZDUS za najboljšo predstavo)
- 1973 Aurand Harris Androkles in lev, r. Mile Korun, Mladinsko gledališče v Ljubljani (Nagrada ZDUS za najboljšo predstavo)
- 1972 Bertolt Brecht Življenje Galilea, r. Branko Gombač, Drama SNG Maribor (Nagrada ZDUS za najboljšo predstavo)
- 1971 Bertolt Brecht Bobni v noči, r. Mile Korun, SSG Trst (Nagrada ZDUS za najboljšo kolektivno igro)
- 1970 Ben Jonson Volpone ali Lisjak, r. France Jamnik, SNG Drama Ljubljana (Nagrada ZDUS za najboljšo kolektivno igro)

## Prejemniki nagrade za režijo
- 2018:Tomi Janežič za režijo uprizoritve še ni naslova v izvedbi Slovenskega mladinskega gledališča
- 2017: Žiga Divjak za režijo uprizoritve Človek, ki je gledal svet v izvedbi Slovenskega mladinskega gledališča.
- 2016: Mateja Koležnik za režijo uprizoritve Pred upokojitvijo v izvedbi Prešernovega gledališča Kranj
- 2015: Yulia Roschina za režijo uprizoritve Gospa Bovary v izvedbi SNG Nova Gorica
- 2014: Mateja Koležnik za režijo uprizoritve Moderne nô drame v izvedbi Slovenskega stalnega gledališča Trst in Prijatelji v izvedbi SNG Drama Ljubljana
- 2013: Mateja Koležnik za režijo v uprizoritve John Gabriel Borkman v izvedbi Drame SNG Maribor
- 2012: Jernej Lorenci za režijo uprizoritve Nevihta v izvedbi Mestnega gledališča ljubljanskega
- 2011: Eduard Miler; Beneški trgovec, SNG Drama Ljubljana
- 2010: Ivana Djilas; Zasebno življenje, SNG Drama Ljubljana
- 2009: Jernej Lorenci; Ajshil Oresteja, SNG Drama Ljubljana
- 2008: François-Michel Pesenti; Heinrich von Kleist Katica iz Heilbronna ali Preizkus z ognjem, SNG Drama Ljubljana
- 2007: Ivica Buljan; Ivo Svetina Ojdip v Korintu, SNG Drama Ljubljana
- 2006: Jernej Lorenci; Ep o Gilgamešu (besedilo priredil Nebojoša Pop Tasić), Slovensko mladinsko gledališče
- 2005: Mile Korun; Fjodor Mihajovič Dostojevski Bratje Karamazovi, SNG Drama Ljubljana
- 2004: Vito Taufer; Samuel Beckett Čakajoč Godota, SNG Nova Gorica in PPF Koper
- 2003: Janusz Kica; William Shakespere Sen kresne noči, PDG Nova Gorica
- 2002: Mile Korun; Slavko Grum Dogodek v mestu Gogi, PDG Nova Gorica
- 2001: Janez Pipan; Howard Barker Uršula; SNG Drama Ljubljana
- 2000: Dušan Jovanović; Samuel Beckett Čakajoč Godota, SNG Drama Ljubljana
- 1999: Eduard Miler; Bertolt Brecht Baal, SNG Drama Ljubljana
- 1996: Janusz Kica; Franz Kafka Amerika, Drama SNG Maribor
- 1995: Bojan Jablanovec; Howard Barker Ljubezen dobrega moža, PDG Nova Gorica
- 1994: Janez Pipan; Dominik Smole Krst pri Savici, PDG Nova Gorica
- 1994: Mile Korun; Ivan Cankar Za narodov blagor, MGL
- 1993: Tomaž Pandur; Dante/Prokić/Pandur La divina commedia, Drama SNG Maribor
- 1992: Paolo Magelli; J.B.P. Moliere Don Juan, Drama SNG Maribor
- 1991: Dušan Jovanović; Dušan Jovanović Don Juan na psu, SNG Drama Ljubljana
- 1990: Tomaž Pandur; Johann Wolfgang von Goethe Faust I,II, Drama SNG Maribor
- 1989: Meta Hočevar;  Ivan Cankar Lepa Vida, SSG Trst
- 1988: Janez Pipan; Drago Jančar Klementov padec, MGL
- 1987: Dušan Jovanović; Ivan Cankar Za narodov blagor, SSG Trst
- 1986: Vinko Möderndorfer; Sam Shepard Summertime, EG Glej Ljubljana in Simović Potujoče gledališče Šopalović, PDG Nova Gorica
- 1985:Zvone Šedlbauer; Drago Jančar Veliki briljantni valček, SNG Drama Ljubljana
- 1984: Mile Korun; William Shakespeare Hamlet, MGL
- 1983: Zvone Šedlbauer; Mihail Bulgakov Moliere - Zarota svetohlincev, SNG Drama Ljubljana
- 1982: Dušan Mlakar; Aleksander Vampilov Lov na divje race, MGL
- 1981: Branko Gombač; William Shakespeare Kar hočete, SSG Trst
- 1980: Dušan Jovanović; Friedrich Schiller Spletka in ljubezen, MGL
- 1979: Dušan Jovanović; Ivan Cankar Kralj na Betajnovi, MGL
- 1978: Zvone Šedlbauer; Federico Garcia Lorca Donja Rosita ali Kaj pravijo rože, MGL
- 1977: Jože Babič; Franček Rudolf Koža megle, SSG Trst
- 1976: Mile Korun; Ivan Cankar Pohujšanje v dolini šentflorjanski, SLG Celje
- 1975: Dušan Jovanović; Dušan Jovanović Žrtve mode bum-bum, Slovensko mladinsko gledališče Ljubljana
- 1974: Dušan Mlakar; Franček Rudolf Celjski grof na žrebcu, SLG Celje
- 1973: Mile Korun; Aurand Harris Androkles in lev, Slovensko mladinsko gledališče Ljubljana
- 1972: Branko Gombač; Bertolt Brecht Življenje Galilea, Drama SNG Maribor
- 1971: Mile Korun; Bertolt Brecht Bobni v noči, SSG Trst
- 1970: Franci Križaj; Oton Župančič Veronika Deseniška, SLG Celje

## Prejemniki nagrade za igro
2019
- Matej Recer za vlogo v uprizoritvi še ni naslova v izvedbi Slovenskega mladinskega gledališča
- Stane Tomazin za vlogo v uprizoritvi še ni naslova v izvedbi Slovenskega mladinskega gledališča
- Iztok Drabik Jug za vlogo Salema v uprizoritvi Ali: Strah ti pojé dušo v izvedbi SNG Drama Ljubljana
- Nataša Barbara Gračner za vlogo Emmi v uprizoritvi Ali: Strah ti pojé dušo v izvedbi SNG Drama Ljubljana

2018
- Aljaž Jovanović za vlogo v uprizoritvi Visoška kronika v izvedbi SNG Drama Ljubljana
- Uroš Kaurin in Vito Weis za vlogo v uprizoritvi Heroj 2.0 – Predstava vseh predstav v izvedbi KUD Moment in Zavoda EN-KNAP
- Igralski ansambel uprizoritve Naš razred za uprizoritev predstave Naš razred v izvedbi Prešernovega gledališča Kranj, Mestnega gledališča Pruj in Miniteatra Ljubljana
- Matej Puc za vlogo Demetrija v uprizoritvi Sen kresne noči v izvedbi Mestnega gledališča Ljubljana.

2017
- Ana Urbanc
- Nik Škrlec
- Maruša Majer
- Gregor Zorc

2016
- Pia Zemljič za vlogi Filaminte v uprizoritvi Učene ženske po motivih Molièrovih Učenih žensk v izvedbi Slovenskega ljudskega gledališča Celje in Mestnega gledališča Ptuj in Gospe Flamm v uprizoritvi Rose Bernd v izvedbi Slovenskega ljudskega gledališča Celje
- Vesna Jevnikar za vlogo Vere v uprizoritvi Pred upokojitvijo v izvedbi Prešernovega gledališča Kranj
- Jernej Šugman za vlogo Ata Ubuja v uprizoritvi Kralj Ubu v izvedbi SNG Drama Ljubljana
- Primož Pirnat za vloge Masovnega moškega v uprizoritvi Projektator v izvedbi Zavoda Delak in Aslaka, Dovrejskega starine, Vijuga, Orientalske plesalke, Begriffenfeldta, Potnika in Gumbarja v uprizoritvi Peer Gynt v izvedbi Mestnega gledališča ljubljanskega in Slovenskega stalnega gledališča Trst

2015
- Jernej Šugman za vlogo Emirja v uprizoritvi Jugoslavija, moja dežela v izvedbi SNG Drama Ljubljana
- Polona Juh za vlogo Friede v uprizoritvi Grad v izvedbi SNG Drama Ljubljana
- Nataša Matjašec Rošker za vlogo Hedde Gabler v uprizoritvi Hedda Gabler v izvedbi Drame SNG Maribor
- Jette Ostan Vejrup za vlogo Here v uprizoritvi Iliada v izvedbi Mestnega gledališča ljubljanskega, SNG Drama Ljubljana in Cankarjevega doma

2014
- Nina Ivanišin za vlogo Lenke v uprizoritvi Svatba v izvedbi SNG Drama Ljubljana
- Janez Škof za vlogo Očeta v uprizoritvi Angel pozabe v izvedbi SNG Drama Ljubljana
- Barbara Cerar za vlogo Nje v uprizoritvi Angel pozabe v izvedbi SNG Drama Ljubljana

2013
- Nataša Barbara Gračner za vlogo Matere v uprizoritvi Mati v izvedbi SNG Drama Ljubljana
- Polona Juh za vlogo Ofelije v uprizoritvi Hamlet v izvedbi SNG Drama Ljubljana
- Nataša Matjašec Rošker za vlogo Gospodične Elle Rentheim v uprizoritvi John Gabriel Borkman v izvedbi Drame SNG Maribor
- Igor Samobor za vlogo Johna Gabriela Borkmana v uprizoritvi John Gabriel Borkman v izvedbi Drame SNG Maribor

2012
- Nataša Barbara Gračner za vlogo Baronice Castelli-Glembay v uprizoritvi Gospoda Glembajevi v izvedbi SNG Drama Ljubljana
- Gregor Baković za vlogo Marka Rothka v uprizoritvi Rdeča v izvedbi SNG Drama Ljubljana
- Primož Pirnat za vlogo Borisa Grigorjiča v uprizoritvi Nevihta v izvedbi Mestnega gledališča ljubljanskega
- Matej Puc za vlogo Tihona Ivaniča Kabanova v uprizoritvi Nevihta v izvedbi Mestnega gledališča ljubljanskega

2011
- Igor Samobor za vlogo Bartlebyja (Bartleby, pisar, Mini teater Ljubljana), vlogo Shylocka (Beneški trgovec, SNG Drama Ljubljana) ter vlogo Neznanca (Damask, SNG Drama Ljubljana)
- Janja Majzelj za vlogo Zlodeja (Pohujšanje v dolini Šentflorjanski, Slovensko mladinsko gledališče)

2010
- Uroš Fűrst za vlogo Lutza (Zasebno življenje, SNG Drama Ljubljana)
- Pia Zemljič za vlogo babice in Evice (Žabe, Mestno gledališče Ptuj)
- Jernej Šugman za vlogo tašče (Ko sem bil mrtev, SNG Drama Ljubljana)
- Janja Majzelj za vlogo sestre Alme (Persona, Mini teater Ljubljana)
- Mateja Pucko za vlogo neveste(Malomeščanska svatba, Drama SNG Maribor)

2009
- Polona Juh za vlogo Klitajmestre (Ajshil Oresteja, SNG Drama Ljubljana)
- Marko Mandić za vlogo v uprizoritvi Macbeth po Shakespearu (Heiner Müller Macbeth po Shakespearu, Mini Teater)
- Nataša Matjašec Rošker za vlogo v uprizoritvi Veter v vejah borov (no-igre Veter v vejah borov, Drama SNG Maribor)
- Igor Samobor za vlogo Tantala (Ajshil Oresteja, SNG Drama Ljubljana)
- Branko Šturbej za vlogo Peera Gynta (Henrik Ibsen Peer Gynt, Drama SNG Maribor)

2008
- Tadej Toš za vlogo Jeana (Eugène Ionesco Nosorogi, Drama SNG Maribor)
- Marko Mandić za vlogo Friderika Wetterja(H. von Kleist Katica iz Heilbronna ali Preizkus z ognjem, SNG Drama Ljubljana)
- Janko Petrovec za vlogo Semjona Semjonoviča Podsekalnikova (Erdman Samomorilec, SSG Trst)
- Veronika Drolc za vlogo Katice (H. von Kleist Katica iz Heilbronna ali Preizkus z ognjem, SNG Drama Ljubljana)
- Jernej Šugman za vlogo Tita Andronika(W. Shakespeare Tit Andronik, SNG Drama Ljubljana)

2007
- Polona Juh za vlogo Dorine (Molière Tartuffe, SNG Drama Ljubljana)
- Marko Mandić za vlogo dr. Strnena (Ivan Cankar Romantične duše, SNG Drama Ljubljana) in za vlogo Poliba (Ivo Svetina Ojdip v Korintu, SNG Drama Ljubljana)
- Jette Ostan Vejrup za vlogo Fräulein Schneider (Joe Masteroff, John Kander, Fred Ebb Kabaret, Mestno gledališče ljubljansko)
- Saša Pavček za vlogo Elvire (Molière Tartuffe, SNG Drama Ljubljana) in za vlogo Léonide (Eugène Labiche, Botho Strauss Šparovček, SNG Drama Ljubljana)
- Igor Samobor za vlogo Tartuffa (Molière Tartuffe, SNG Drama Ljubljana)
- Uroš Smolej za vlogo Konferansjeja (Joe Masteroff, John Kander, Fred Ebb Kabaret, Mestno gledališče ljubljansko)

2006
- Barbara Cerar za vlogo Marie (Bruckner Bolezen mladosti, SNG Drama Ljubljana)
- Janja Majzelj za vlogo Mile (Štivičić Fragile!) in vlogo Elaine Breydenbach (Strauss Ena in druga, obe Slovensko mladinsko gledališče Ljubljana)
- Nataša Matjašec za vlogo Merteuil (Müller Kvartet, E. P. I. Center in MGL)
- Radko Polič za vlogo Valmonta (Müller Kvartet, E. P. I. Center in MGL)
- Marinka Štern za vlogo Inse Breydenbach (Strauss Ena in druga, Slovensko mladinsko gledališče Ljubljana)

2005
- Silva Čušin za vlogo Kraljice Izabele (Marlowe Edvard Drugi, SNG Drama Ljubljana)
- Igor Samobor za vlogo Ivana Karamazova (Dostojevski Bratje Karamazovi, SNG Drama Ljubljana)
- Romana Šalehar za vlogo Kraljice Margot (Dumas/Fišer Kraljica Margot, Slovensko mladinsko gledališče Ljubljana)
- Janez Škof za vlogo Kralja Edvarda (Marlowe Edward Drugi, SNG Drama Ljubljana)
- Radoš Bolčina za vloge Odiseja, Taboriščnika, Alda, Brezimnega, Nekoga in Orfeja (Fišer Medtem, SNG Nova Gorica)

2004
- Veronika Drolc za vlogo Fedre (Racine Fedra, SNG Drama Ljubljana)
- Vlado Novak za vlogo Williya Lomana (Miller Smrt trgovskega potnika, Drama SNG Maribor)
- Vesna Pernarčič Žunić za vlogo Edith (Bertraud/Pernarčič Piaf Edith Piaf, Pernarčič&Pernarčič in Kavarna Union Ljubljana)
- Igor Samobor za vlogi Bonifacija (Smole Krst pri Savici) in vlogo Barona Charlusa (Proust Iskanje izgubljenega časa, obe SNG Drama Ljubljana)
- Uroš Smolej za vlogo Čackega (Gribojedov Gorje pametnemu, MGL)

2003
- Ivo Ban za vlogo Porfirija Petroviča (Dostojevski/Wajda Zločin in kazen, PPF Koper)
- Veronika Drolc za vlogo Schneewittchen (Walser/Buljan Schneewittchen After Party, Mini teater Ljubljana in Cankarjev dom)
- Nataša Barbara Gračner za vlogo Helene (Gerhart Hauptmann Pred sončnim vzhodom, SNG Drama Ljubljana)

2002
- Petra Govc za vlogo Grace (Kane Razmadežna, SNG Drama Ljubljana)
- Radoš Bolčina za vlogo Tomaža (Goldoni Primorske zdrahe, PPF Koper in PDG Nova Gorica)
- Marko Mandić za vlogo Christiana (Vitenberg/Rukov/Hansen Praznovanje) in vlogo Tinkerja (Kane Razmadežna, obe SNG Drama Ljubljana)
- Uroš Smolej za vlogo v uprizoritvi Dvoboj (EG Glej Ljubljana) in vlogo Bartleya (McDonagh Kripl iz Inishmaana, MGL)

2001
- Aleš Valič za vlogo Jaga (Shakespeare Othello, SNG Drama Ljubljana)
- Igor Samobor za vlogo Ponyja Williama (Harrower Noži v kurah) in vlogo Jima (McPherson Jez, obe SNG Drama Ljubljana)
- Lučka Počkaj za vlogo Baronice (Linhart Ta veseli dan ali Matiček se ženi, SSG Trst)
- Nataša Barbara Gračner za vlogo Mlade ženske (Harrower Noži v kurah, SNG Drama Ljubljana)
- Ivo Ban za vlogo Jacka (McPherson Jez, SNG Drama Ljubljana)

2000 
- Nataša Barbara Gračner za vlogo Nastasje Filipovne (Dostojevski/Korun Idiot, SNG Drama Ljubljana)
- Bojan Emeršič za vlogo Estragona (Beckett Čakajoč na Godota)in vlogo Ipolita (Dostojevski/Korun Idiot, obe SNG Drama Ljubljana)
- Jernej Šugman za vlogo Alcesta (Moliere Ljudomrznik) in vlogo Pozza (Beckett Čakajoč na Godota, obe SNG Drama Ljubljana)
- Branko Šturbej za vlogo Miškina (Dostojevski/Korun Idiot, SNG Drama Ljubljana)

1999
- Radoš Bolčina za vlogo Clova (Beckett Konec igre, PDG Nova Gorica)
- Maja Sever za vlogo Suzane (Barker Evropejci, SNG Drama Ljubljana)
- Aleš Valič za vlogo Orphulsa (Barker Evropejci, SNG Drama Ljubljana)
- Jernej Šugman za vlogo Baala (Brecht Baal, SNG Drama Ljubljana)

1998
- Milada Kalezić vlogo Elizabeth Proctor (Miller Lov na čarovnice, Drama SNG Maribor)
- Boris Ostan za vlogo Tartuffa (Moliere Tartuffe, MGL)
- Darja Reichman za vlogo Sofje Aleksandrovne (Čehov Striček Vanja, PDG Nova Gorica)
- Zlatko Šugman za vlogo Orgona (Moliere Tartuffe, MGL)

1997
- Štefka Drolc za vlogo A (Albee Tri visoke ženske, MGL)
- Jožica Avbelj za vlogo B (Albee Tri visoke ženske, MGL)
- Mirjam Korbar za vlogo C (Albee Tri visoke ženske, MGL)
- Adrijan Rustja za vlogo Stanka Černigoja (Kobal Afrika ali Na svoji zemlji, SSG Trst)
- Zvezdana Mlakar za vlogo Ane (Potočnjak Metuljev ples, SNG Drama Ljubljana)

1996
- Branko Šturbej za vlogo Karla Rossmana (Kafka Amerika, Drama SNG Maribor)
- Petra Govc za vlogo Haley Stray (Ridley Disney Razparač, SNG Drama Ljubljana)
- Vlado Novak za vlogo Roberta (Pinter Prevara, PDG Nova Gorica)
- Bojan Emeršič za vlogo Hvastje (Cankar Hlapci, SNG Drama Ljubljana)

1995
- Ivo Ban za vlogo Polonija (Shakespeare Hamlet, SNG Drama Ljubljana)
- Bine Matoh za vlogo Hackerja (Barker Ljubezen dobrega moža, PDG Nova Gorica)
- Jernej Šugman za vlogo Hamleta (Shakespeare Hamlet, SNG Drama Ljubljana)

1994
- Jožica Avbelj za vlogo Helene (Cankar Za narodov blagor, MGL)
- Ivo Ban za vlogo Kantorja (Cankar Kralj na Betajnovi, PDG Nova Gorica)

1993
- Boris Ostan za vlogi Edgarja (Shakespeare Kralj Lear, Cankarjev dom, SNG Drama Ljubljana in MGL) in Evice (Strniša Žabe, Koreodrama Ljubljana in Cankarjev dom)
- Milan Štefe za vlogo Gospoda Martina (Flisar Kaj pa Leonardo?, MGL)
- Branko Šturbej za vlogo Danteja (Dante/Prokić/Pandur La divina commedia, SNG Drama Maribor)
- Matjaž Tribušon za vlogo Vergila (Dante/Prokić/Pandur La divina commedia, SNG Drama Maribor)

1992
- Branko Šturbej za vlogo Sganarella (Moliere Don Juan) in vlogo Salvadorja (Carmen, obe Drama SNG Maribor)
- Igor Samobor za vlogo Peera Gynta (Ibsen Peer Gynt, SNG Drama Ljubljana)
- Ksenija Mišič za vlogi Done Evire in Charlotte (Moliere Don Juan) ter Carmen (Carmen, obe Drama SNG Maribor)
- Milena Zupančič za vloge Aase, Zelene, Anitre, Neznane potnice in Gumbarke ( Ibsen Peer Gynt, SNG Drama Ljubljana)

1991
- Radko Polič za vlogo Leopolda Hvale (Dušan Jovanović Don Juan na psu, SNG Drama Ljubljana)
- Branko Šturbej za vlogo Vojčka (Büchner Vojček, Drama SNG Maribor)
- Ksenija Mišič za vlogo Marije (Büchner Vojček, Drama SNG Maribor)
- Jette Ostan Vejrup za vlogo Ivone (Witold Marian Gombrowicz Ivona, princesa Burgundije, MGL)

1990
- Branko Šturbej za vlogo Mefista (Goethe Faust I.,II., Drama SNG Maribor)
- Ivo Ban za vlogo Schloma Herzla (Tabori Mein Kampf, SNG Drama Ljubljana)
- Zlatko Šugman za vlogo Starega Mahona (Synge Junak z zahoda, MGL)
- Olga Kacjan za vlogo Lulu (Wedekind Lulu, Drama SNG Maribor)

1989
- Vlado Novak za vlogo Janningsa (Koršič Modri angel, Drama SNG Maribor)
- Ljerka Belak za vlogo Gospe Peachum (Bertolt Brecht Opera za tri groše, SLG Celje)
- Milena Zupančič za vlogo Lidije (Jovanović Zid, jezero, SNG Drama Ljubljana)

1988
- Ivo Ban za vlogo Puntile (Brecht Gospod Puntila in njegov hlapec Matti, SNG Drama Ljubljana)
- Bine Matoh za vlogo Petra Pajota (Strniša Ljudožerci, PDG Nova Gorica)
- Radko Polič za vlogo Dedala (Jančar Dedalus, SNG Drama Ljubljana)
- Aleš Valič za vlogo Janka (Jančar Dedalus, SNG Drama Ljubljana)

1987
- Boris Cavazza za vlogo dr. Grozda (Cankar Za narodov blagor, SSG Trst)
- Jerica Mrzel za vloge 1Ž, Usta in Nastopajoči (Beckett Komedija/Ne jaz/Katastrofa, EG Glej Ljubljana)
- Jožica Avbelj za vlogo Španske kraljice (Božič Španska kraljica, MGL)
- Boris Juh za vlogo Slikarja (Grum Dogodek v mestu Gogi, SNG Drama Ljubljana)

1986
- Ivo Ban za vlogo Väeinemöinena (Dane Zajc Kalevala) in vlogo Robespierra (Przybyszewska Dantonov primer, obe SNG Drama Ljubljana)
- Boris Cavazza za vlogo Dantona (Przybyszewska Dantonov primer, SNG Drama Ljubljana)
- Jerica Mrzel za vlogo Caval (Shepard Summertime, EG Glej Ljubljana)
- Jagoda Vajt za vlogo Hilde Wangel (Ibsen Stavbenik Solness, SLG Celje)

1985
- Vlado Novak za vlogo Simona Vebra (Jančar Veliki briljantni valček, Drama SNG Maribor)
- Boris Cavazza za vlogo Doktorja – Upravnika zavoda »Svoboda osvobaja« (Jančar Veliki briljantni valček, SNG Drama Ljubljana)
- Mira Lampe Vujičič za vlogo Pastorke (Pirandello Šest oseb išče avtorja, PDG Nova Gorica)
- Anica Veble za vlogo Verene Schneider (Turrini Meščani, Drama SNG Maribor)

1984
- Boris Ostan za vlogo Hamleta (Shakespeare Hamlet, MGL)
- Jožica Avbelj za vlogo Ofelije (Shakespeare Hamlet, MGL)
- Silvij Kobal za vlogo Emernziana Paronzinija (Chiara Delitev, SSG Trst)
- Stane Potisk za vlogo Andreja Arnoža (Jančar Disident Arnož in njegovi, Drama SNG Maribor)

1983
- Tone Kuntner za vlogo Kreona (Smole Antigona, MGL)
- Zvone Agrež za vlogo Wolfganga Amadeusa Mozarta (Shaffer Amadeus, SLG Celje)
- Mira Lampe Vujičič za vlogo Nje (Turrini Lov na podgane, PDG Nova Gorica)
- Brane Grubar za vlogo Horsta (Sherman Rožnati trikotnik, EG Glej Ljubljana)

1982
- Štefka Drolc za vlogo Matere (Lorca Krvava svatba, SSG Trst)
- Milada Kalezić za vlogo Lee (Kesselman Sestri, SLG Celje)
- Anica Kumer za vlogo Isabele (Kesselman Sestri, SLG Celje)
- Bine Matoh za vlogo Frana Levstika (Kmecl Levstikova smrt, PDG Nova Gorica)

1981
- Polde Bibič, Adrijan Rustja in Livij Bogatec za vloge Viteza Tobije, Viteza Andreja Bledice in Norca (Shakespeare Kar hočete, SSG Trst)
- Milena Grm, Alja Tkačev, Majolka Šuklje, Mina Jeraj, Marinka Štern in Olga Grad (Duša Jaslice, EG Glej Ljubljana)
- Milena Zupančič in Ivo Ban za vlogi Lenke in Jurija (Šeligo Svatba, Prešernovo gledališče Kranj)

1980
- Janez Bermež za vlogo Poljanca (Cankar Lepa Vida, SLG Celje)
- Štefka Drolc za vlogo Neže (Zajc Voranc, SNG Drama Ljubljana)
- Janez Hočevar za vlogo Millerja (Schiller Spletka in ljubezen, MGL)

1979
- Minu Kjuder za vlogo Lepe Vide (Šeligo Lepa Vida, Drama SNG Maribor)
- Boris Cavazza za vlogo Georgija (Jovanović Osvoboditev Skopja, SNG Drama Ljubljana)
- Dare Ulaga za vlogo Jožefa Kantorja (Cankar Kralj na Betajnovi, MGL)

1978
- Jožica Avbelj za vlogo Donje Rosite (Lorca Donja Rosita ali Kaj pravijo rože, MGL)
- Boris Juh za vlogo Leoneja Glembaja (Krleža Glembajevi, SNG Drama Ljubljana)
- Peter Ternovšek za vlogo Alana Stranga (Shaffer Equus, Drama SNG Maribor)

1977
- Rudi Kosmač za vlogo Milka (Kmecl Lepa Vida ali Problem svetega Ožbolta, EG Glej, Ljubljana)
- Ivanka Mežan za vlogo Scriccie (Pirandello Velikani z gore, SNG Drama Ljubljana)
- Jana Šmid za vlogo Elisabeth Proctorjeve (Miller Salemske čarovnice, SLG Celje)

1976
- Majda Potokar za vlogo Rachel (Arden Živite kot svinje, SNG Drama Ljubljana)
- Angelca Jenčič Janko za vlogo Klandrovke (Partljič O, ne, ščuke pa ne, Drama SNG Maribor)
- Danilo Benedičič za vlogo Jacksona (Arden Živite kot svinje, SNG Drama Ljubljana)

1975
- Igralski zbor predstave Žrtve mode bum-bum v režiji Dušana Jovanovića (SMG Ljubljana)
- Polde Bibič za vlogo Slatterya (Storey Kmetija, AGRFT Ljubljana in MGL)
- Jerica Mrzel za vlogo Cipe (Kovač Tako, tako!, gledališče Pekarna, Ljubljana)
- Boris Kralj za vlogo Wolfa (Svetina Ukana, SNG Drama Ljubljana)

1974
- Dragica Kokot Šolar za vlogo Grofice (Anouilh Skušnja ali Kaznovana ljubezen, PDG Nova Gorica)
- Janez Klasinc za vlogo Kadivca (Partljič Ščuke pa ni, Drama SNG Maribor)
- Anton Petje za vlogo Ščuke (Cankar Za narodov blagor, SSG Trst)
- Kristijan Muck za vlogo Jurija Župančiča (Jesih Vzpon, propad in ponovni vzpon zanesenega ekonomista, SNG Drama Ljubljana)

1973
- Pavle Jeršin za vlogo Kralja Ignaca (Gombrowicz Ivona, princesa Burgundije, SLG Celje)
- Milena Muhič za vlogo sestre Monike (Hieng Lažna Ivana, Drama SNG Maribor)
- Mira Sardoč za vlogo Ranjevske (Čehov Češnjev vrt, SSG Trst)
- Dare Valič za vlogo Viteza pl. Ripafratte (Goldoni Krčmarica Mirandolina, SNG Drama Ljubljana)

1972
- Aleksander Valič za vlogo Geronta (Moliere Scapinove zvijače, SNG Drama Ljubljana)
- Rado Nakrst za vlogo Agostina Totija (Pirandello Le premisli, Giacomino!, SSG Trst)
- Jožica Avbelj (Štih Spomenik G, EG Glej, Ljubljana)
- Brane Grubar za vlogo Borisa (Mikeln Stalinovi zdravniki, SLG Celje)

1971
- Polde Bibič za vlogo Podsekalnikova (Erdman Samomorilec, MGL)
- Lidija Kozlovič za vlogo Anne (Brecht Bobni v noči, SSG Trst)
- Boris Kralj za vlogo Profesorja Higginsa (Shaw Pygmlion, SNG Drama Ljubljana)
- Aleksander Krošl za vlogo Thomasa Becketta (Eliot Umor v katedrali, SLG Celje)
- Arnold Tovornik za vlogo Gašperja (Linhart Ta veseli dan ali Matiček se ženi, Drama SNG Maribor)
- Iva Zupančič za vlogo Elize Doolittlove (Shaw Pygmalion, SNG Drama Ljubljana)

1970
- Marjan Bačko za vlogo Dantona (Büchner Dantonova smrt, Drama SNG Maribor)
- Polde Bibič za vlogo Mosce (Jonson Volpone ali Lisjak, SNG Drama Ljubljana)
- Silvij Kobal za vlogo Cvirna (Štoka Moč uniforme, SSG Trst)
- Milena Zupančič za vlogo Caetane (Hieng Osvajalec, MGL)

## Prejemniki nagrade za mladega igralca/igralko
- 2019: Anja Novak za vlogo v uprizoritvi še ni naslova v izvedbi Slovenskega mladinskega gledališča
- 2018: Tamara Avguštin za vlogo v uprizoritvi Visoška kronika v izvedbi SNG Drama Ljubljana
- 2017: Nik Škrlec za vlogo v uprizoritvi Nemoč v izvedbi Miniteatra Ljubljana
- 2016: Patrizia Jurinčič Finžgar za vlogo Hane v uprizoritvi Dogodek v mestu Gogi v izvedbi Slovenskega stalnega gledališča Trst in Glasbene matice
- 2015: Vito Weis za vlogi Léona in Rodolpha v uprizoritvi Gospa Bovary v izvedbi SNG Nova Gorica
- 2014: Ana Urbanc za vlogo Prve Micike v uprizoritvi Mrtvec pride po ljubico v izvedbi Prešernovega gledališča Kranj in Mestnega gledališča Ptuj
- 2013: Tina Gunzek za vlogo Dekleta v uprizoritvi Vaje za tesnobo v izvedbi SSG Trst
- 2012: Nika Rozman za vlogo Katerine v uprizoritvi Nevihta v izvedbi Mestnega gledališča ljubljanskega
- 2011: Viktorija Bencik za vlogo Žene (Hudič babji, MGL)
- 2010: Eva Kraš za vlogo Alice (Od blizu, Drama SNG Maribor) in Uroš Kaurin za stvaritev v predstavi Preklet naj bo izdajalec svoje domovine! (Preklet naj bo izdajalec svoje domovine!, Slovensko mladinsko gledališče)
- 2009: Jure Henigman za vlogo v uprizoritvi Macbeth po Shakespearu (Heiner Müller Macbeth po Shakespearu, Mini Teater)
- 2008: Arna Hadžialjević za vlogi Margerite (A. Hieng Osvajalec, Slovensko narodno gledališče Drama Ljubljana) in Lenke (M. Bor Raztrganci/Učenci in učitelji, koprodukcija Mestnega gledališča Ptuj, E.P.I. Centra in Cankarjevega doma Ljubljana)
- 2007: Aljaž Jovanović za vlogo Levka (Ivo Svetina Ojdip v Korintu SNG Drama Ljubljana)
- 2006: Vanja Plut za vlogo Irene (Bruckner Bolezen Mladosti, SNG Drama Ljubljana)
- 2005: Saša Tabaković za vlogo Gavestona (Marlowe Edvard Drugi, SNG Drama Ljubljana)
- 2004: Jurij Zrnec za vlogi Kočarja (Smole Krst pri Savici) in Charlesa Morela (Proust/ Pinter,Di Trevis Iskanje izgubljenega časa, obe SNG Drama Ljubljana)
- 2003: Alida Bevk za vlogo Vilinčka (Shakespeare Sen kresne noči, PDG Nova Gorica)
- 2002: Vladimir Vlaškalić za vlogo Carla (Cane Razmadežna, SNG Drama Ljubljana)
- 2002: Anna Fachini za vlogo Hane (Grum Dogodek v mestu Gogi, PDG Nova Gorica)
- 2001: Petra Rojnik za vlogo Konstance Weber (Shaffer Amadeus, Drama, Opera in balet SNG Maribor)
- 2000: Primož Pirnat za vlogi Petra (Zupančič Ubijalci muh) in Don Juana (Moliere Don Juan ali Kamnita gostija, obe SLG Celje))
- 2000: Daša Doberšek za vlogo Danice (Šeligo Kamenje bi zagorelo, SNG Drama Ljubljana
- 1999: Uroš Fürst za vlogo Ekarta (Brecht Baal, SNG Drama Ljubljana)
- 1999: Iva Babić za vlogo Katrin (Barker Evropejci, SNG Drama Ljubljana)
- 1998: Ivan Peternelj za vlogo Človeka v dvigalu (Müller Naloga, Slovensko mladinsko gledališče Ljubljana)
- 1997: Lara Jankovič za vlogo Egle (Marivaux Disput, PDG Nova Gorica)
- 1996: Uroš Smolej za vlogo Arthurja Rimbauda (Mrak/Frey Beg iz pekla, Koreodrama in Festival Ljubljana)
- 1995: Nataša Tič Ralijan za vlogo Polone (Zajc Grmače, SNG Drama Ljubljana)
- 1994: Jernej Šugman za vlogo Maksa (Cankar Kralj na Betajnovi, Prešernovo gledališče Kranj)
- 1993: Lučka Počkaj za vlogo Glorie (Marinković Gloria, PDG Nova Gorica) in Varje (Čehov Češnjev vrt, SSG Trst)
- 1992: Livio Badurina za vloge Teobald (Grum/Frey Dogodek v mestu Gogi), Don Carlos (Moliere Don Juan) in Escamillo (Carmen, vse Drama SNG Maribor)
- 1991: Nataša Barbara Gračner za vlogo Lucinde (Dušan Jovanović Življenje plejbojev, AGRFT Ljubljana in Cankarjev dom) - nagrada TV Slovenija
- 1990: Ksenija Mišič za vlogi Margarete (Goethe Faust I,II, Drama SNG Maribor) in Marthe (Albee Kdo se boji Virginije Woolf, AGRFT Ljubljana) - nagrada TV Slovenija
- 1989: Alojz Svete za vlogo Claire (Genet Služkinji, Koreodrama Ljubljana) - nagrada TV Slovenija
- 1988: Mirjam Korbar  za vlogo Milke (Jančar Klementov padec, MGL) - nagrada TV Ljubljana
- 1987: Iztok Mlakar za vlogo Toulona (Barnes Rdeči nosovi, PDG Nova Gorica) - nagrada TV Ljubljana
- 1986: Vesna Jevnikar za vlogo Hedde Gabler (Ibsen Hedda Gabler, AGRFT Ljubljana) - nagrada TV Ljubljana
- 1985: Jonas Žnidaršič za vlogo Vaska Dimnika (Goljevšček Pod Prešernovo glavo, MGL) - nagrada TV Ljubljana
- 1984: Gojmir Lešnjak za vlogo Kifa (Gluvić/Zupančič Hard Core, EG Glej Ljubljana) - nagrada TV Ljubljana
- 1982: Slavko Cerjak za vlogo Zdravnika (Stojanović Ni človek, kdor ne umre, EG Glej Ljubljana) - nagrada TV Ljubljana
- 1981: Peter Boštjančič za vlogo Hamleta (Shakespeare Hamlet, SLG Celje) - nagrada TV Ljubljana
- 1980: Silva Čušin za vlogo Babice-Evice (Strniša Žabe, AGRFT Ljubljana) - nagrada TV Ljubljana
- 1979: Miloš Battelino za vlogo Edka (Mrožek Tango, AGRFT Ljubljana) - nagrada RTV Ljubljana
- 1978: Milada Kalezić za vlogo Darinke (Šeligo Čarovnica iz Zgornje Davče, SLG Celje) - nagrada RTV Ljubljana
- 1977: Marjan Trobec za vlogo Leslieja (Behan Talec, PDG Nova Gorica) - nagrada RTV Ljubljana
- 1976: Aleš Valič za vlogo Moritza Stiefla (Wedekind Pomladno prebujenje, SSG Trst) - nagrada RTV Ljubljana
- 1975: Ivo Barišič za vlogo Mortimerja Brewsterja (Kesselring Arzenik in stare čipke, PDG Nova Gorica) - nagrada RTV Ljubljana
- 1975: Miranda Caharija za vlogo Šobe (Leskovec Dva bregova, SSG Trst) - nagrada RTV Ljubljana

## Prejemniki nagrade občinstva
- 2003: Radko Polič za naslovno vlogo; Bernhard Izboljševalec sveta, SNG Drama Ljubljana
- 2002: Kristijan Ostanek za vlogo v uprizoritvi Jobova knjiga, Drama SNG Maribor
- 2001: Jure Ivanušič za vlogo Amadeusa; Shaffer Amadeus, Drama, Opera in balet SNG Maribor
- 2000: Alojz Svete za vlogo Luckyja; Beckett Čakajoč Godota, SNG Drama Ljubljana
- 1999: Jernej Šugman za vlogo Baala; Brecht Baal, SNG Drama Ljubljana
- 1998: Peter Boštjančič za vlogo Johna Proctorja; Miller Lov na čarovnice, SLG Celje
- 1997: Alojz Svete za vloge Johna, Watzmanna, Gospoda in Furmana; Brecht Baal, SNG Drama Ljubljana
- 1996: Vlado Novak za vlogo Roberta; Pinter Prevara; Prešernovo gledališče Kranj
- 1995: Peter Boštjančič za vlogo Shylocka; Shakespeare Beneški trgovec, SLG Celje
- 1994: Branko Šturbej za vlogo Kralja Ludvika XIII; Dumas Trije mušketirji, Drama SNG Maribor
- 1993: Livio Badurina za vlogo Scipiona ml.; Dante/Prokić/Pandur La divina commedia, Drama SNG Maribor
- 1992: Matjaž Tribušon za vlogo Don Juana; Moliere Don Juan, Drama SNG Maribor
- 1991: Radko Polič za vlogo Leopolda Hvale; Jovanović Don Juan na psu, SNG Drama Ljubljana
- 1990: Janez Škof za vlogi Edvarda Schwarza; Wedekind Lulu in dr. Fausta; Goethe Faust I, II, Drama SNG Maribor
- 1990: Ksenija Mišič za vlogo Margarete; Goethe Faust I,II, Drama SNG Maribor
- 1989: Alojz Svete za vlogo Claire; Genet Služkinji, Koreodrama Ljubljana
- 1988: Branko Šturbej za vlogo Mattija; Brecht Gospod Puntila in njegov hlapec Matti, SNG Drama Ljubljana
- 1987: Peter Boštjančič za vlogo Ivana Marojeviča; Prokić Metastabilni graal, Drama SNG Maribor
- 1986: Jerica Mrzel za vlogo Caval; Shepard Summertime, EG Glej Ljubljana
- 1985: Vlado Novak za vlogo Simona Vebra; Jančar Veliki briljantni valček, Drama SNG Maribor
- 1984: Polde Bibič za vlogo Jožeta Maleka; Partljič Moj ata, socialistični kulak, SNG Drama Ljubljana
- 1983: Boris Ostan za vlogo Paža; Smole Antigona, MGL
- 1982: Angelca Jenčič Janko za vlogo Vase; Gorki Vasa Železnova, Drama SNG Maribor
- 1981: Radko Polič za vlogo Jermana; Cankar Hlapci, SNG Drama Ljubljana
- 1980: Polde Bibič za vlogo Voranca; Zajc Voranc, SNG Drama Ljubljana
- 1979: Anton Petje za vlogi Ivana Groznega in Bunške Koreckega; Bulgakov Ivan Vasiljevič, SSG Trst
- 1978: Miranda Caharija za vlogo Enee; Fo Sedma zapoved: Kradi malo manj; SSG Trst
- 1977: Pavla Brunčko za vlogo Rezike; Mahnič Že čriček prepeva; Drama SNG Maribor
- 1976: Peter Ternovšek za vlogo Petra; Partljič O, ne, ščuke pa ne, Drama SNG Maribor
- 1975: Zlatko Šugman za vlogo Direktorja gledališča; Hadžić Naročena komedija, MGL
- 1974: Pavle Rakovec za vlogo Tirantella; Greidanus Zugo in njegova senca, Mladinsko gledališče Ljubljana
- 1973: Silvij Božič za vlogo Androklesa; Harris Androkles in lev, Mladinsko gledališče Ljubljana
- 1972: Boris Cavazza za vlogo Scapina; Moliere Scapinove zvijače; SNG Drama Ljubljana
- 1971: Polde Bibič za vlogo Podsekalnikova; Erdman Samomorilec, MGL

## Prejemniki nagrad za druge dosežke na Borštnikovem srečanju (za scenografijo, kostumografijo, koreografijo, glasbo, oblikovanje luči, masko itd.)
2019
- Borut Bučinel za oblikovanje luči v uprizoritvi Ljudomrznik v izvedbi Slovenskega ljudskega gledališča Celje
- Arturo Annecchino za avtorsko glasbo v uprizoritvi Macbeth v izvedbi SNG Nova Gorica.
- Nejc Gazvoda za izvirno dramsko besedilo uprizoritve Tih vdih v izvedbi Mestnega gledališča ljubljanskega

2011
- Luka Ivanović za oblikovanje zvoka v uprizoritvi Bartleby, pisar (Bartleby, pisar, Mini teater Ljubljana)
- Barbara Pavlin in Empera3zz za oblikovanje zvoka v uprizoritvi Pohujšanje v dolini Šentflorjanski (Pohujšanje v dolini Šentflorjanski, Slovensko mladinsko gledališče)
- Henrik Ahr za scenografijo v uprizoritvi Hudič babji (Hudič babji, MGL)

2010
- Alan Hranitelj za kostumografijo v uprizoritvi Malomeščanska svatba (Malomeščanska svatba, Drama SNG Maribor)
- Leo Kulaš za kostumografijo v uprizoritvi Od blizu (Od blizu, Drama SNG Maribor)

2009
- Marko Japelj za scenografijo v uprizoritvi Peer Gynt (Henrik Ibsen Peer Gynt, Drama SNG Maribor)
- Peter Penko za avtorstvo glasbe v uprizoritvi Portret neke gospe (Henry James Portret neke gospe, Anton Podbevšek teater in Teatri di vita Bologna (Italija)
- Matjaž Berger za avtorski uprizoritveni diskurz Portret neke gospe (Henry James Portret neke gospe, Anton Podbevšek teater in Teatri di vita Bologna (Italija)

2008
- Leo Kulaš za kostumografijo v predstavi Katica iz Heilbronna ali Preizkus z ognjem v izvedbi Slovenskega narodnega gledališča Drama Ljubljana

2007
- Petra Veber za scenografijo v predstavi Romantične duše v izvedbi SNG Drama Ljubljana

2006
- Branko Hojnik za scenografije predstav Ep o Gilgamešu v izvedbi Slovenskega mladinskega gledališča ter Za zdaj nikjer in Bolezen mladosti v izvedbi SNG Drama Ljubljana
- Belinda Škarica za kostumografijo v predstavi Ep o Gilgamešu v izvedbi Slovenskega mladinskega gledališča in Kvartet v izvedbi E. P. I. Centra in Mestnega gledališča ljubljanskega

2004
- Jože Logar in Mateja Koležnik za scenografijo v predstavi Smrt trgovskega potnika Arthurja Millerja v režiji Mateje Koležnik in izvedbi Drame SNG Maribor

1993
- Bojan Jablanovec in Dušan Milavec za scenografijo (P. Cornell Odrska utvara, SLG Celje)
- Svetlana Visintin in Leo Kulaš za kostumografijo (Dante/Prokić/Pandur La divina commedia - Inferno, Purgatorio, Paradiso, Drama SNG Maribor)

## Prejemniki posebne nagrade po presoji žirije
- 2011 Liferanti v režiji Mihe Nemca in izvedbi Gledališča Glej in Slovenskega narodnega gledališča Nova Gorica
- 2003 Uprizoritev Schineewittchen after party, Robert Walser in Ivica Buljan, r. Ivica Buljan, Mini teater in CD
- 2001 Vito Taufer za adaptacijo in posodobitev komedije Ta veseli dan ali Matiček se ženi (Slovensko stalno gledališče v Trstu)
- 1993 Ekipa za masko (Mirjana Djordjević in Halid Redžebašić) pri uprizoritvi La divina commedia (Dante/Prokić/Pandur La divina commedia, Drama SNG Maribor)

## Prejemniki nagrade za estetski preboj
- 2007 MGL za predstavo Kabaret
- 2006 Ivica Buljan za režijo (Botho Strauss Ena in druga, Slovensko mladinsko gledališče)
- 2005 Diego de Brea za režijo predstave Alexandra Dumasa in Srečka Fišerja Kraljica Margot v izvedbi Slovenskega mladinskega gledališča in za režijo predstave Christopherja Marlowa Edvard Drugi v izvedbi SNG Drama Ljubljana in Bitef teatra Beograd

## Prejemniki nagrade Dominika Smoleta
- 2009 Marko Marinčič za prevod Ajshilove drame Oresteja, SNG Drama Ljubljana
- 2007 Aleš Berger za prevod drame J. B. P. Molièra Tartuffe, SNG Drama Ljubljana
- 2006 Ana Lasić za dramo Za zdaj nikjer, SNG Drama Ljubljana
- 2005 Srečko Fišer za dramo Medtem, SNG Nova Gorica

## Prejemniki drugih nagrad
2019
- Sebastijan Horvat za umetniško gesto
- Dragan Živadinov za umetniško vizijo

2011
- Miloš Lolić za adaptacijo besedila Hermana Melvilla Bartleby, Pisar v izvedbi Mini teatra Ljubljana

2010
- Tina Mahkota za prevod in jezikovno adaptacijo teksta Patricka Marberja  v predstavi Od blizu
- Dragutin Broz za celostni prostorski koncept v predstavi Od blizu v izvedbi Drame SNG Maribor
- Avtorska ekipa predstave Preklet naj bo izdajalec svoje domovine! v izvedbi Slovenskega mladinskega gledališča Ljubljana za izjemno kolektivno stvaritev

2008
- Mitja Vrhovnik Smrekar za glasbo v predstavi Mlado meso v izvedbi Slovenskega mladinskega gledališča
- Ustvarjalci predstave Raztrganci/Učenci in učitelji v koprodukciji Mestnega gledališča Ptuj, E.P.I. Centra in Cankarjevega doma Ljubljana za idejni in receptivni premik

2007
- Ustvarjalci predstave Show your face! v izvedbi Betontanc & Umka.LV za kolektivni ustvarjalni dosežek

2006
- Mitja Vrhovnik Smrekar za glasbo v predstavi Ena in druga v izvedbi Slovenskega mladinskega gledališča

2005
- Aldo Kumar za glasbo v predstavi Kralj Ojdipus v izvedbi Gledališča Koper in Prešernovega gledališča Kranj

2004
- Aldo Kumar za avtorsko glasbo v predstavi Pohujšanje v dolini Šentflorjanski Ivana Cankarja v režiji Diega da Bree in izvedbi SNG Nova Gorica
- Andrej Hajdinjak za oblikovanje luči v predstavi Iskanje izgubljenega časa Marcela Prousta v priredbi Harolda Pinterja in Di Trevis, režiji Dušana Jovanovića in izvedbi SNG Drama Ljubljana

2003
- Aldo Kumar za glasbeno opremo Arabske noči v izvedbi SNG Nova Gorica

1993
- Tomaž Toporišič za dramaturgijo (Herbert Achternbusch Susn, SMG)
- Vlado Novak za najboljšo epizodno vlogo za vlogo Borisa Borisoviča Piščika Simeonova (A. P. Čehov Češnjev vrt, SSG Trst)